# Prepositino da Cremona
Prepositino da Cremona (in latino Praepositinus Cremonensis o Prevostinus Cremonensis; Cremona, 1150 circa – Parigi, 25 febbraio 1210) è stato un teologo e filosofo italiano, importante scolastico e cancelliere dell'antica università di Parigi.
(Praepositinus Cremonensis, Summa, III.5)

## Opere
Lo studio Georges Lacombe attribuisce a Prepositino sette opere:
- Summa Theologica
- Questiones Praepositini cancellarii Parisiensis
- Summa super Psalterium
- Summa de penitentia iniungenda
- Summa contra hereticos[2]
- Collecta ex distinctionibus Prepositini
- Tractatus de officiis[3]
- Sermones